# 義兄弟 SECRET REUNION
『義兄弟 SECRET REUNION』（ぎきょうだい シークレット・リユニオン、原題：의형제、英題：Secret Reunion）は、2010年公開の韓国映画。

## 概要
『映画は映画だ』でデビューしたチャン・フン監督の2作目の作品。韓国での観客動員は550万人。百想芸術大賞、青龍映画賞、韓国映画評論家協会賞で受賞。

## ストーリー
北朝鮮工作員のソン・ジウォン（カン・ドンウォン）が、「影」（チョン・グックァン）と共に脱北者暗殺に向かう。だが、その現場に、イ・ハンギュ（ソン・ガンホ）ら国家情報院の諜報員が密告を受けて駆け付ける。この事件で、濡れ衣を着せられたジウォンは党に捨てられ、ハンギュは死傷者を出した責任を問われ免職される。
6年後、再び出くわした2人は、互いに顔と立場を覚えてはいたが、ハンギュはジウォンが党に捨てられたことを、ジウォンはハンギュが免職されたことを知らない。ハンギュは、ジウォンにかかった懸賞金を得る目的で、ジウォンを自分の仕事に誘う。ジウォンが要求した高額な報酬に加え、住居を提供し、2人の同居生活が始まる。
ジウォンの有能な働きぶりで家出人捜索業の仕事は順調に進むが、2人は密かに互いを尾行し合っていた。やがて、ジウォンはハンギュが情報院を免職されて離婚し、娘と離れて暮らしていることを知る。ハンギュも、ジウォンが党に捨てられ、妻と娘を脱北させる金が必要だったと知る。
2人は互いの身の上を知り、警戒心を解く。しかし間もなく、ジウォンは途絶えていた「影」から呼び出され銃を向けられる。情報院から追われるジウォンを助けようとその場に現れたハンギュを、ジウォンは身を挺して救い、ハンギュも命を懸けてジウォンを救う。
後日、ハンギュのもとにジウォンから手紙が届く。そこには「兄へ」と記されており、航空券が同封されていた。娘に会いに行くハンギュと、韓国を離れるジウォンとその家族が同乗する飛行機が離陸する。

## キャスト
イ・ハンギュ
演 - ソン・ガンホ
国家情報院 チーム長。事件後離婚され、元妻は娘を連れ、外国人と再婚した。
ソン・ジウォン
演 - カン・ドンウォン
北朝鮮の工作員。北朝鮮に妻がおり、事件当時、妻は妊娠していた。
「影」
演 - チョン・グックァン
北の殺人者 党序列43番 通称「影」。

## スタッフ
- 監督：チャン・フン
- 脚本：チャン・フン、キム・ジュホ、チェ・クァンヨン
- 原案：チャン・ミンソク
- 撮影：イ・モゲ

## 受賞歴
- 第31回青龍映画賞 - 最優秀作品賞
- 第46回百想芸術大賞 - 監督賞（チャン・フン）
- 第46回百想芸術大賞 - 脚本賞（チャン・フン、キム・ジュホ、チェ・クァンヨン）
- 第30回韓国映画評論家協会賞  - 監督賞（チャン・フン）
- 第30回韓国映画評論家協会賞 - 主演男優賞（カン・ドンウォン）

## DVDリリース
- 『義兄弟 Secret Reunion』JAN：4527427648319（2011年5月27日発売）